# Жуково (Плонський повіт)
Жуково (пол. Żukowo) — село в Польщі, у гміні Нарушево Плонського повіту Мазовецького воєводства.
Населення — 194 особи (2011).
У 1975-1998 роках село належало до Цехановського воєводства.

## Демографія
Демографічна структура станом на 31 березня 2011 року:
|          | Загалом | Допрацездатний вік | Працездатний вік | Постпрацездатний вік |
| -------- | ------- | ------------------ | ---------------- | -------------------- |
| Чоловіки | 100     | 15                 | 77               | 8                    |
| Жінки    | 94      | 17                 | 54               | 23                   |
| Разом    | 194     | 32                 | 131              | 31                   |